# Chasselas (vitigno)
Lo Chasselas o Chasselas blanc è un vitigno a bacca bianca, da vino, dall'origine non chiaramente individuata. Le uve Chasselas (in Germania chiamate Gutedel) sono utilizzate tanto come uve da vino, quanto come uve da tavola.

## Storia
Una versione narra che lo Chasselas sarebbe originario dell'antico Egitto, vantando circa 5000 anni di coltivazione. Altre teorie sostengono che sia originario della Svizzera.

## Zone di coltivazione
Lo Chasselas è il secondo vitigno per produzione vinicola coltivato in Svizzera, (prevalentemente nei Cantoni del Vallese e Vaud); oltre che in Svizzera è coltivato in Francia (regione dei Paesi della Loira, ed in Savoia dove è prodotto con lo stesso sistema svizzero), Germania, Austria ed Ungheria.

## Varietà
Esiste una mutazione della varieta' che si presenta rosata.
In Francia è ufficialmente riconosciuta come un vero e proprio vitigno.(Chasselas Rose').

## Sinonimi
Lo Chasselas è anche conosciuto con innumerevoli sinonimi: Abelione, Abelone, Albilloidea, Alsacia blanca, Amber Chasselas, Amber Muscadine, Bar sur Aube, Bela Glera, Bela Zlahtnina, Berezka Prostaya, Berioska Casla, Beyaz Gutedel, Biela Plemenika Praskava, Biela Plemincka Chrapka, Biela Plemincka Pruskawa, Blanchette, Blanquette, Bon blanc, Bordo, Bournet, Bournot, Charapka, Chasselas, Chasselas Angevin, Chasselas bianco, Chasselas Blanc Royal, Chasselas Blanchette, Chasselas Crognant, Chasselas Croquant, Chasselas de Bar-sur-Aube, Chasselas de Bordeaux, Chasselas de Florence, Chasselas de Fontainebleau, Chasselas de Jalabert, Chasselas de la Contrie, Chasselas de la Naby, Chasselas de Moissac, Chasselas de Montauban, Chasselas de Mornain, Chasselas de Pondichéry, Chasselas de Pontchartrain, Chasselas de Pouilly, Chasselas de Quercy, Chasselas de Rappelo, Chasselas de Tenerife, Chasselas de Teneriffe, Chasselas de Thomeri, Chasselas de Toulaud, Chasselas de Vaud, Chasselas di Fountanbleau, Chasselas di Thomery, Chasselas Dorada, Chasselas Dorato, Chasselas Dore, Chasselas Dore Hatif, Chasselas Dore Salomon, Chasselas du Doubs, Chasselas du Portugal, Chasselas du Roi, Chasselas du Serail, Chasselas du Thor, Chasselas Dugommier, Chasselas Dur, Chasselas Fendant, Chasselas Hatif de Tenerife, Chasselas Haute Selection, Chasselas Jalabert, Chasselas Jaune Cire, Chasselas Piros, Chasselas Plant Droit, Chasselas Queen Victoria, Chasselas Reine Victoria, Chasselas Salsa, Chasselas Tokay Angevine, Chasselas Vert de la Cote, Chasselas White, Chasselat, Chrupka, Chrupka Biela, Chrupka Bila, Common Muscadine, Danka Belaya, Dinka Belaya, Dinka blanche, Dobrorozne, Doppelte Spanische, Dorin, Doucet, Eau Douce blanche, Edelschoen, Edelwein, Edelweiss, Edelxeiss, Elsaesser, Elsasser Weiss, Fabian, Fabiantraube, Fábiánszőlő, Fehér Chasselas, Fehér Fábiánszőlő, Fehér gyöngyszőlő, Fehér ropogós, Fendant, Fendant blanc, Fendant Roux, Fendant vert, Florenci Jouana, Fondan Belyi, Franceset, Franceseta, Frauentraube, Gamet, Gelber Gutedel, Gemeiner Gutedel, Gentil blanc, Gentil vert, Golden Bordeaux, Golden Chasselas, Grossblaettrige Spanische, Grosse Spanische, Grosser Spaniger, Gruener Gutedel, Gutedel, Gutedel Weiss, Gutedel Weisser, Gyöngyszőlő, Junker, Koenigs Gutedel, Kracher, Krachgutedel, Krachmost, Lardot, Lourdot, Maisa, Marzemina bianca, Marzemina Niduca, Morlenche, Mornan blanc, Mornen, Mornen blanc, Most, Most Rebe, Moster, Pariser Gutedel, Perlan, Pinzutella, Plamenka Belyi, Plant de Toulard, Plant de Toulaud, Plemenika Praskava, Plemenka, Plemenka Bela, Plemenka Rana, Pleminka Biela, Praskava, Pruscava Biela, Queen Victoria, Queen Victoria White, Raisin D'officier, Ranka, Rebe Herrn Fuchses, Reben Herm Fuchs, Reben Herrn, Rheinrebe, Rosmarinentraube, Rosmarintraube, Royal Muscadine, Sasla, Sasla Bela, Schoenedel, Shasla Belaya, Shasla Dore, Shasla Lechebnaya, Shasla Viktoria, Silberling, Silberweiss, Silberweissling, Silberwissling, Strapak, Suessling, Suesstraube, Sweetwater, Sweetwater White, Temprano, Temprano blanco, Terravin, Tribi Vognoble, Tribiano Tedesco, Ugne, Uslechtile Bile, Valais blanc, Viala, Viviser, Waelsche, Waelscher, Weisser Gutedel, Weisser Krachgutedel, White Chasselas, White Muscadine, White Sweetwater, White Van der Laan, Zlahtina, Zlahtnina, Zlahtnina Bijela, Zlatina e Zupljanka.